# Watching and Dreaming
«Watching and Dreaming» (titulado como: «Ver y Soñar» en Hispanoamérica y «Mirando y Soñando» en España) es el final de serie de la serie de televisión animada estadounidense The Owl House. El episodio sirvió como el tercer y último episodio de la tercera temporada y el episodio 43 de la serie en general. El episodio fue escrito por la creadora del programa, Dana Terrace y John Bailey Owen, y dirigido por Bosook Coburn y Bridget Underwood. Se emitió originalmente el 8 de abril de 2023 tanto en Disney Channel como en Disney XD, y luego se lanzó en el canal oficial de YouTube del canal anterior y en Disney+.
El episodio recibió una audiencia de visualización combinada de 500.000 espectadores y recibió una calificación de 0,09 entre adultos de 18 a 49 años. Recibió elogios de los críticos por su escritura, temas, secuencias de acción, uso del tiempo, animación, partitura musical, secuencia final y peso emocional. El episodio también fue relativamente elogiado como una conclusión satisfactoria del programa con las limitaciones que tuvo que soportar, pero el episodio también fue visto como uno que había cortado numerosas historias y el desarrollo de personajes para encajar en una tercera temporada más corta.

## Trama
Continuando con los eventos de «Por el Futuro», Luz Noceda se separa de sus amigos y su madre después de que el Coleccionista los pone a ella, a Eda y a King en sus pesadillas personales. Luz se encuentra en el trono del emperador Belos y encuentra a todos los que conoce de las Islas Hirvientes petrificados, antes de ser atacada por sus amigos, quienes están siendo manipulados por la magia del Coleccionista. Con la ayuda de sus amigos mientras se resisten brevemente, Luz finalmente rompe el hechizo del Coleccionista y libera a Eda y King con glifos de luz. El Coleccionista está molesto por el resultado, así que Belos, quien controla el cuerpo de Raine Whispers, sugiere matar al trío. El Coleccionista se niega porque quiere hacerse amigo de ellos mientras revela que su magia no es efectiva contra los Titanes. También, revela que el corazón del Titán, cuyo cuerpo se convirtió en las Islas Hirvientes, todavía late y se encuentra en el castillo de Belos. 
Teniendo un nuevo plan, Belos le sugiere a El Coleccionista jugar con ellos. El Coleccionista acepta la oferta y desafía a los tres a una variedad de juegos, solo para perder repetidamente contra ellos. El Coleccionista finalmente le confía a Luz, diciendo que todo lo que quería era un amigo que no le mintiera. Él revela que sus hermanos, los Archivistas, lo enviaron al Reino de los Demonios para vivir y «jugar» con los Titanes, además de observarlos. Pero, los Archivistas llevan a los titanes a la extinción al considerarlos una amenaza, lo que resulta en que el padre de King selle al Coleccionista para siempre. Una comprensiva Luz consuela al Coleccionista mientras ella, Eda y King lo llevan a la Casa Búho y varios sitios de sus aventuras pasadas para ayudarlo a comprender la verdadera amistad.
Al mismo tiempo, Belos llega a su castillo antes de que Raine rompa el hechizo del Coleccionista y purgue a Belos de su cuerpo. Pero, a pesar del intento de Raine de detenerlo, Belos se fusiona con el corazón del Titán y comienza a infectar las Islas Hirvientes con sus esporas. El grupo de Luz corre hacia el castillo de Belos. El Coleccionista intenta razonar con Belos, inspirado por las lecciones de amistad de Luz, solo para horrorizarse cuando Luz muere protegiéndolo del ataque de Belos. El Coleccionista está confundido por su tristeza cuando no logra revivir a Luz, mientras Eda y King se consumen en un ataque de ira y atacan a Belos.
El espíritu de Luz termina en el mundo intermedio y el padre de King (Arin Hanson) la salva de hundirse en el más allá, ya que la ha estado observando a ella y a King. Luego, ayuda a una Luz abatida a comprender que Belos está demasiado consumido en sus delirios para actuar con una buena intención real, y le ofrece a la niña la fuerza vital que le queda para detener a Belos, antes de que pueda consumir por completo las Islas Hirvientes. Luz acepta y la revive. Al mismo tiempo, Eda y King luchan contra Belos en una batalla perdida mientras el Coleccionista se derrumba, lleno de culpa y confundido, mientras se disculpa por todo lo que ha hecho. Los tres son salvados por Luz revivida, junto con Eda y King, y se abren camino hacia el corazón del Titán, mientras el Coleccionista protege la Casa del Archivo.
Luz, Eda y King enfurecidos irrumpen en el caparazón demoníaco de Belos, rescatan a Raine y sacan a Belos del corazón del Titán. Un Belos severamente debilitado asume su apariencia humana mientras apela a Luz al afirmar que estaba actuando bajo una maldición. Luz se niega a escuchar mientras el aguacero de la lluvia hirviente reduce a Belos a un cráneo cubierto de lodo, y Luz se aleja mientras Belos no logra que la culpa la haga tropezar para salvarlo. Eda, Raine y King llegan y pisotean con rencor sus restos, matándolo en el acto. Cuando el espíritu del Titán se va, el Coleccionista logra salvar la Casa del Archivo con la ayuda de Gus, Amity, Willow y Hunter, y se gana su amistad. Mientras todos en el archipiélago se reúnen, se dan cuenta de que necesitarán reconstruir por completo las Islas Hirvientes. El Coleccionista regresa a las estrellas, prometiendo reunirse con King algún día.
Cuatro años después de la redención del Coleccionista y la muerte de Belos, Luz y Vee se graduaron de la escuela secundaria y Luz va a la universidad en las Islas Hirvientes. Los Noceda han comprado la casa abandonada en medio del bosque y se muestra que el Coleccionista hizo una nueva puerta-portal a las Islas Hirvientes. Willow juega derby volador a nivel profesional y Hunter es tallador profesional de palismanes. Amity se ha convertido en ingeniero de Abominaciones, mientras que Lilith se ha convertido en arquitecta. Eda es directora de la universidad a la que asiste Luz, que enseña magia salvaje, con Gus y Edric como parte del personal, el primero enseñando cultura humana. Al entrar de vuelta a las Islas Hirvientes (donde ahora entra y sale de ahí desde la Casa Búho), Luz recibe una quince años sorpresa de sus amigos, después de tener que perderse el primero debido a que pasó sus últimos tres cumpleaños reconstruyendo las Islas Hirvientes. King le muestra a Luz su descubrimiento de que sus poderes de Titán ya le permiten crear su propio lenguaje de glifos. El Coleccionista presenta a Luz y sus amigos un espectáculo de luces mientras pasa, y Luz agradece a Eda y King por todo. En la escena final de la serie, todos los personajes se juntan y dicen «¡Adiós!» al Coleccionista y al público.

## Producción
Según la creadora del programa, Dana Terrace, se cortaron numerosas escenas e historias debido a que The Walt Disney Company redujo la temporada a tres episodios en lugar de una temporada habitual de 20 episodios. Según un artículo de Connecticut Insider, el corte repentino de la temporada obligó a los creadores del programa a insertar historias que los creadores habían debatido previamente.
La decisión de The Walt Disney Company de reducir la temporada a tres episodios recibió una atención principalmente negativa. La escritora de Vanity Fair, Emily St. James, dijo que la «representación LGBTQ+» de la serie hizo que la serie se cerrara, a pesar de la popularidad del programa. St. James también diría que la serie sirvió como una señal de que la televisión infantil estadounidense tenía una representación decreciente de personas LGBTQ+, luego de las cancelaciones de otros programas de televisión animados estadounidenses, como Steven Universe. Dana Terrace había negado que esta fuera la causa, revelando durante un Reddit AMA que se debía a una variedad de factores que estaban fuera de su control, aunque admitió que si Disney Television Animation tuviera diferentes personas a cargo, el programa probablemente duraría más.
Tres semanas después de que se emitiera el episodio, los actores de voz y escritores seleccionados para el programa dieron una entrevista en Instagram. Durante la entrevista, Terrace declaró públicamente que quería incluir más a Hooty, además de querer expandir más las historias de El Coleccionista. Continuaría afirmando que dos personajes, Willow Park y Hunter, se crearon con la intención de que fueran pansexuales y bisexuales, respectivamente. Terrace también admitió que la mayor parte de la segunda temporada se escribió sin previo aviso del acortamiento de la tercera temporada, lo que provocó que se eliminaran varias historias importantes de la tercera temporada. Terrace también declaró que le gustaría que se hiciera una secuela, pero la decisión de hacer una secuela no está bajo su control, ya que The Walt Disney Company posee la propiedad intelectual de The Owl House.

## Promoción
El 22 de marzo de 2023, The Walt Disney Company lanzó un avance oficial de un minuto del episodio, que presenta a Luz y sus amigos luchando contra El Coleccionista y el emperador Belos. El tráiler mostraba a Luz reuniéndose con su mentora, Eda Clawthorne, y El Coleccionista y el emperador Belos tramando un ataque contra Luz y sus amigos.
El 3 de abril se publicó el póster oficial del episodio, realizado por Terrace en colaboración con el artista Andy Garner–Flexner. Justo antes de que el episodio se emitiera oficialmente, Disney Channel emitió un montaje de clips de episodios anteriores, agradeciendo a los espectadores por ver la serie.

## Recepción crítica

### Calificaciones
Este episodio fue visto por 375.000 espectadores en Disney Channel y una audiencia combinada de 500.000 espectadores, incluida la transmisión simultánea con Disney XD, lo que actualmente lo convierte en el estreno más visto de Disney Channel y Disney XD en 2023, superando a «For the Future», otro episodio de The Owl House.

### Reseñas
La escritora de TheGamer, Jade King, le dio al episodio una crítica muy positiva, llamándolo «una secuencia de sueño extendida/batalla de kaiju/salto de tiempo que hizo todo lo posible para envolver los cabos sueltos y dejarnos sonriendo mientras los créditos avanzaban... debajo. Después de todo, los temas centrales aún lograron resonar y dejarnos un mensaje que es a la vez agridulce y conmovedor». King elogiaría el arco de redención de El Coleccionista y los mensajes del episodio, diciendo «The Owl House nos deja un mantra de culpa, perdón y amor, tejido a través de un paso del tiempo que no se detiene para nadie. Claro en cómo debemos saborear cada momento como viene y reconocer que cometer errores y rendirnos a nuestras emociones es precisamente lo que nos hace humanos... todos valemos algo».
El escritor de TV Source Magazine, Lee Arvoy, le dio al episodio una crítica relativamente positiva, pero dijo que el episodio estaba limitado en términos de desarrollo y participación de personajes. Hablando sobre el tema de los amigos de Luz, dijo que «Ojalá pudiéramos tener más de Amity, Willow, Luz y Hunter involucrados en la historia principal. Se sentían un poco desconectados de la historia principal... Sentí que Hunter especialmente debería haber tenido una mayor participación en finalmente derribar a Belos. Toda su existencia y lugar en el mundo estaban vinculados a él».
La escritora de Polygon, Petrana Radulovic, escribió que «The Owl House nos dio casi todo lo que pudo haber dado en su última temporada limitada de tres episodios, y también nos dio un golpe en el estómago en el final que se quedará con nosotros por algún tiempo». El escritor de Comic Book Resources, Marc York, escribió que «en su mayor parte, TOH manejó la interrupción con gracia y dignidad. Aún así, logró desarrollar a los personajes que realmente lo necesitaban, cubrir muchos puntos importantes de la trama, si no a todos, y dar a casi todos un final feliz bien merecido. La acción también fue bastante buena».
La escritora de Collider, Emily Kavanagh, elogió cómo el final pudo manejar tanto al Emperador Belos como al Coleccionista como villanos y el matiz del perdón y la redención. El escritor de The Pop Break, Avani Goswami, clasificó el final de ese programa, junto con el final de She-Ra y las princesas del poder, y dijo que «es agridulce decir adiós a una serie animada de primer nivel que se siente como un cálido abrazo o una taza de té, pero el final demuestra por qué el programa siempre será memorable, y es muy agradable ver el futuro brillante de los personajes. Para cualquiera que desee compartir una aventura mágica que lo hará sonreír, The Owl House definitivamente vale la pena intentarlo. Es una serie conmovedora de principio a fin, y hace que todos los espectadores deseen poder cruzar la puerta de las Islas Hirvientes una vez más por primera vez».
La escritora de Autostraddle, Heather Hogan, escribió: «La serie terminó este fin de semana, triunfante y sin disculpas queer, al igual que su creadora, Dana Terrace. Y lo hizo cuando los jóvenes LGBTQ+ y las personas trans de todas las edades están bajo ataque cultural y legislativo en los Estados Unidos como nunca antes. 'Watching and Dreaming' siempre habría sido un triunfo: cerrar una historia con tantos personajes queridos y una mitología tan profunda, en una temporada final truncada ordenada por ejecutivos débiles de Disney no es una tarea fácil, pero hacerlo en un momento de tanta violencia dirigida a los niños homosexuales y trans se siente como la plantación firme de un faro de esperanza». El escritor de Out, Mey Rude, dijo que «Fue un final perfectamente apropiado para un programa que terminó cambiando la vida de muchos jóvenes».